# Unicorn (gênero)
Unicorn (do latim “um chifre”) é um gênero de aranhas da família Oonopidae, natural da América do Sul. O grupo é composto por sete espécies encontradas predominantemente em regiões semiáridas e de alta altitude na Bolívia, Chile e Argentina. Os indivíduos podem medir até 3,0 mm de comprimento corporal. O nome do gênero faz referência a uma projeção pontiaguda característica localizada entre os olhos e as quelíceras dos machos. 
Em pelo menos uma das espécies, já foram encontradas pontas quebradas dos pedipalpos dos machos dentro dos órgãos genitais das fêmeas — um possível mecanismo de competição espermática. O gênero Unicorn apresenta diversos traços que sugerem tratar-se de um grupo relativamente “primitivo” dentro da família Oonopidae, sendo classificado, junto a outras aranhas de corpo mole, na subfamília Sulsulinae.

## Descrição
O comprimento corporal das aranhas do gênero Unicorn varia entre 2,2 e 3,0 mm (medido da ponta do cefalotórax até a extremidade do abdome, excluindo as patas). O cefalotórax, de coloração amarelada, mede entre 1 e 1,2 mm de comprimento — correspondendo a cerca de 40 a 49% do comprimento total do corpo, dependendo da espécie — e frequentemente apresenta uma mancha cinza central com quatro linhas que irradiam em direção aos olhos. O abdome é branco, com padrões escuros em forma de zigue-zague na face dorsal e, em algumas espécies, um par de linhas escuras na parte ventral. O corpo é coberto por uma densa camada de cerdas longas e rígidas. As patas são longas, finas e amareladas. Os seis olhos, de tamanho aproximadamente igual, estão dispostos em dois grupos triangulares de três, com dois olhos centrais que formam um desenho em forma de “H” largo ou de laço. As espécies do gênero Unicorn são consideradas de “corpo mole”, pois seu abdome não apresenta as placas esclerotizadas típicas de muitas outras aranhas. O abdome possui seis fiandeiras.

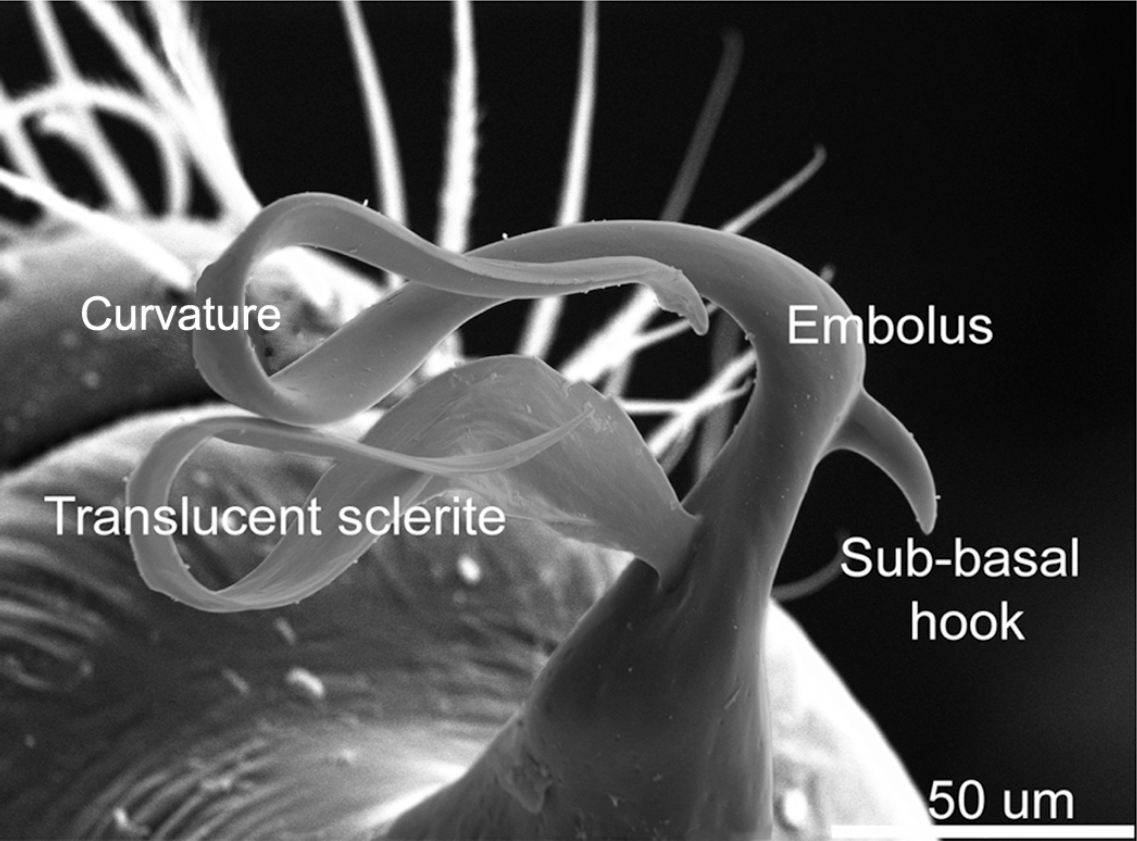
Estruturas do pedipalpo de um macho de Unicorn catleyi ressaltando o êmbolo, o gancho sub-basal e o esclerito translúcido.

Machos e fêmeas do gênero Unicorn  apresentam algumas diferenças morfológicas marcantes: as quelíceras dos machos (mandíbulas) são mais longas e delgadas do que as das fêmeas; as tíbias palpais — penúltimo segmento dos pedipalpos — são mais largas nos machos do que nas fêmeas; e apenas os machos possuem o chamado “chifre clipeal”, uma projeção voltada para a frente a partir do clípeo, cercada por cerdas longas e rígidas, característica que dá nome ao gênero Unicorn (“um chifre”, em latim).
O bulbo copulatório dos machos — o órgão usado para transferir esperma, localizado na extremidade dos pedipalpos — termina em uma estrutura estreita e curva chamada êmbolo. No gênero Unicorn, esse êmbolo possui um gancho na base e é acompanhado por uma extensão curva semelhante, conhecida como esclerito translúcido.

## Reprodução
Assim como na maioria das aranhas, os pedipalpos dos machos maduros do gênero Unicorn terminam em um bulbo que se prolonga em uma estrutura fina e curva chamada êmbolo, por onde o esperma é liberado durante o acasalamento. Em fêmeas da espécie U. catleyi, já foram observadas pontas de êmbolos quebradas alojadas em seus órgãos genitais. Por isso, levantou-se a hipótese de que essa seja uma forma de “tampão de esperma” ou tampão copulatório [en], em que o macho, ao quebrar deliberadamente parte do seu corpo (um processo conhecido como mutilação ou fratura genital), impede fisicamente que outros machos copulem com sucesso com a mesma fêmea — um dos diversos mecanismos de competição espermática observados em animais.
Uma hipótese alternativa sugere que a mutilação genital poderia facilitar a fuga do macho após a cópula, reduzindo o risco de canibalismo por parte da fêmea. No entanto, essa hipótese alternativa é considerada improvável no caso de Unicorn, já que não há diferenças significativas de dimorfismo sexual de tamanho nos indivíduos. Isso é justificado porque o canibalismo tende a ser mais comum em espécies em que as fêmeas são substancialmente maiores que os machos, ou seja, quando há dimorfismo sexual.
Tampões copulatórios de diversos tipos — incluindo substâncias gelatinosas ou cerosas — foram registrados em pelo menos 41 famílias de aranhas e, de modo geral, acredita-se que eles aumentem as chances de um macho garantir a paternidade. U. catleyi está entre as poucas aranhas da família Oonopidae conhecidas ou suspeitas de utilizar esse tipo de estratégia.

## Habitat
Espécies do gênero Unicorn são encontradas principalmente em altitudes entre 1.000 e 4.000 metros acima do nível do mar, muitas delas em regiões semidesérticas. A espécie U. socos, no entanto, já foi registrada a 360 metros de altitude, na região central do Chile. Essas aranhas são difíceis de detectar em campo, e a maioria das espécies registradas foi coletada por meio de armadilhas de queda [en]. O gênero é pouco representado em coleções de museus, e sabe-se pouco sobre sua história natural.

## Espécies e distribuição
O gênero Unicorn foi definido em 1995 por Norman Platnick e Antônio Brescovit [en] para agrupar cinco espécies recém-descritas, além de uma espécie anteriormente classificada no gênero Orchestina, a U. argentina Uma sétima espécie foi descrita em 2010. A espécie-tipo do gênero é U. catleyi. As espécies de Unicorn ocorrem no centro e norte do Chile, no oeste da Argentina e na Bolívia.
- U. argentina (Mello-Leitão, 1940) — oeste da Argentina
- U. catleyi (Platnick & Brescovit, 1995) — norte do Chile e noroeste da Argentina
- U. chacabuco (Platnick & Brescovit, 1995) — província de Chacabuco, Chile central
- U. huanaco (Platnick & Brescovit, 1995) — La Paz, Bolivia
- U. sikus (González, Corronca & Cava, 2010) — província de Salta, noroeste da Argentina
- U. socos (Platnick & Brescovit, 1995) — província de Limarí, Chile central
- U. toconao (Platnick & Brescovit, 1995) — província de Antofagasta, norte do Chile

## Classificação
O gênero Unicorn pertence à família Oonopidae, que inclui mais de 1.500 espécies de aranhas distribuídas mundialmente. Dentro da família dos oonopídeos, Unicorn está classificado na subfamília Sulsulinae, que agrupa outros gêneros de aranhas de corpo mole, como Xiombarg e Dalmasula. Devido a certas características dos olhos e das quelíceras que se assemelham às de outras famílias — e que são modificadas de maneira distinta em muitos outros oonopídeos — Platnick e Brescovit sugeriram que Unicorn representa um dos membros mais primitivos da família. Essa hipótese foi corroborada por um estudo de 2014, que analisou semelhanças de DNA entre oonopídeos e concluiu que Unicorn e outros grupos próximos divergiram antes da maioria dos demais membros da família.

## Links externos
- Catálogo mundial de aranhas: gênero Unicorn